# 木頭杉一本乗り
木頭杉一本乗り（きとうすぎいっぽんのり）とは、木頭村(現：徳島県那賀郡那賀町木頭)で昭和30年代まで木頭杉の搬出手段として使われていた伝統技能のこと。川に浮かべた杉の丸太に立ち、鳶口のついた竹竿一本で丸太を制御して川を下る。流れが緩やかであれば川をさかのぼることも可能である。
現在は一本乗り保存会によりスポーツとしてその技術が受け継がれている。
木頭では毎年6月から隔週で講習会が開かれ、8月には一本乗り大会が開催される。講習会では、当時まだ仕事として一本乗りを行っていた一本乗りの熟達者による手ほどきを受けることができる。

## 歴史
かつて道路事情の悪かった時代は、切り出した丸太の運搬手段として川に丸太を流して下流まで運んでいた。流した丸太は川縁や岩などに引っかかるため、流した後で職人が丸太に乗って川を下り、引っかかった丸太を再び流れに乗せる作業を行っていた。
時代が下るにつれ次第に舗装道路が整備され、搬出手段にはトラックが使われるようになっていった。また、那賀川にダムが作られたことで丸太を流せなくなり、業務としての一本乗りは行われなくなった。
現在ではこの技術を残そうという一本乗り保存会により、一本乗り大会および講習会が開催されている。

## 大会および講習会
当年のスケジュールはこれまでの参加者に郵便で通知される他、2011年以降は公式ブログに掲載される。木頭杉一本乗り大会は例年8月頭に行われる。また、講習会はそれに先だって6月〜7月の日曜日に隔週で開催される。後述の延期に際しては土曜日に開催されることもある。
大会と講習会は荒天・増水で延期または中止されることがあり、実施か延期かの連絡は公式ブログに掲載されるが、当日に那賀町木頭支所内、木頭杉一本乗り大会事務局まで電話確認すると確実である。
現在の大会では級の認定試験、名人の認定試験が行われる。このほか、年ごとに水中宝探しや菓子撒きなど一本乗り保存会によるイベントが開催され、過去には人間が丸太をロープで引きながら川をさかのぼるレースなども行われた。なお、徳島県の祖谷出身である演歌歌手、剣大二郎が歌う「男の一本乗り」の歌謡ショーが大会に欠かせないことは言うまでも無い。

## 道具
丸太
枝を払った長さ4メートル、直径20cm～30cmほどの木頭杉の丸太。一本の丸太に立つことから一本乗りと呼ばれる。
鳶口（トビ付き竹竿）
3メートルほどの竹竿の先に金属製の鉤を付けたもの。単にトビとも呼ぶ。丸太を引き寄せたりするために使う。講習会の参加者は安全のためトビのついていない竹竿を使用する。

## 乗り方

### 初級編
立ち位置
中央よりやや後ろ、3分の2ほどの位置に横向きに立つ。単に直立するだけだと丸太が回転しやすいため、足を前後に半歩ほどずらして回転を抑える。バランスを取るためには、軽く腰を落とし、両足の力を抜くことが重要である。静かな水面では膝を曲げずに直立している熟練者であっても、後述する荒瀬越えなどの高度なバランス感覚が要求される場面では腰を落としてサーフィンのような体勢を取る。
棹の持ち方
棹の一端を野球のバントのように両手で持ち、先端の数10センチほどを水面に差し込んでおく姿勢が基本である。背後の水面をかいたり、川底を突いて進んだりすることもあるが、その場合は臨機応変に持ち替えるべきであろう。
棹の使い方
基本的には棹が受ける水の抵抗を使ってバランスを取り、あるいはオールのように扱って方向転換を行う。流れに逆らったり岸から離れるために川底を突くことはあるが、川底を突いてバランスを保つようなことはあまり行われない。水の抵抗だけでは立ち直れないほど姿勢を崩した場合は、棹で水面を勢いよく叩いてバランスを維持する。パシャンと水面を叩く行為は一本乗りのシンボルとも言える特徴的な姿で、演歌『男の一本乗り（剣大二郎）』でもその光景が歌われているほどである。

### 中級編
方向転換
棹で水をかいて丸太の向きを変える。棹と上半身を共に回転させるとその反作用で足場である丸太を逆回転させやすい。
歩き
丸太の上を歩く。バランスを取れるようになれば歩くこと自体はそれほど難しくはない。丸太から丸太へ飛び移る際には必須の技術である。
切り返し
川の流れで丸太の進行方向が逆転してしまった場合に、体の向きを入れ替えるために行われる。上半身を残したまま両足だけ逆向きにしてから身体を回転させることがコツである。上半身の回転によりバランスを崩してしまうことが多いが、その際には身体を翻した勢いのまま水面を棹で叩くとよい。

### 上級編
漕ぎ
方向転換の上級版で、腹側と背中側の水面を交互に漕ぐことによって前に進む。この技術により水面を自在に移動することができる。
立ち上がり
落水からのリカバリ手段。またがった状態から丸太の上に立ち上がる。一見簡単そうに見えるが、実は安定してまたがるだけでも一苦労である。竹竿のフシを使うのがコツ。
荒瀬越え
流れが速く、岩がごろごろ露出しているような瀬を丸太で乗り越えることを指して荒瀬越えと呼ぶ。単一のテクニックと言うよりはあらゆる技術の集大成に近い。一本乗り大会のなかで行われるライセンス審査会において、名人位を取得するには荒瀬越えを達成する必要があることからもその難しさをうかがい知ることができる。